# Spreepiraten
Spreepiraten è una serie televisiva tedesca prodotta da Regina Ziegler Fernsehproduktion e trasmessa dal 1989 al 1991 sull'emittente ZDF. Interpreti principali sono Hans Beerhenke, Käte Jaenicke, Franziska Paproth, Federike Paproth, Simon Jacombs e Miriam Mohs, Winfried Glatzeder e Joseline Gassen
La serie si compone due stagioni, per un totale di 27 episodi della durata di 25 minuti ciascuno: il primo episodio (in due parti), intitolato Bye, Bye, Mama, venne trasmesso in prima visione il 31 dicembre 1989, mentre l'ultimo, intitolato Die Reise nach Europa, venne trasmesso in prima visione il 16 aprile 1991.

## Trama
Quattro ragazzini, Marie, Louise, Matze e Trinchen Kukowski, già solitamente abituati a trascorrere gran parte del loro tempo nella "Marianne II", la barca dei nonni materni Anna e Otto ancorata lungo il corso del fiume Sprea e adibita a casa galleggiante, vi si devono trasferire per due settimane mentre la madre è ricoverata in una casa di cura e il padre è impegnato nei lavori di ristrutturazione della propria casa.

## Episodi
| Stagione         | Episodi | Prima TV Germania | Prima TV Italia |
| ---------------- | ------- | ----------------- | --------------- |
| Prima stagione   | 16      | 1989              | inedita         |
| Seconda stagione | 11      | 1991              | inedita         |

## Personaggi e interpreti
- Otto Zwicknagel, interpretato da Hans Beerhenke. È il nonno di Marie, Louise, Matze e Trinchen.[2][3]
- Anna Zwicknagel, interpretata da Käte Jaenicke. È la moglie di Otto e la nonna di Marie, Louise, Matze e Trinchen.[2][3]
- Klaus Kukowski, interpretato da Winfried Glatzeder. È il padre di Marie, Louise, Matze e Trinchen.[2][3]
- Karin Kukowski, interpretata da Joseline Gassen. È la moglie di Klaus e la madre di Marie, Louise, Matze e Trinchen.[2][3][2][3]
- Marie Kukowski, interpretata da Franziska Paproth.
- Louise Kukowski, interpretata da Federike Paproth. È la sorella gemella di Marie.[2]
- Matze Kukowski, interpretato da Simon Jacombs.
- Trinchen Kukowski, interpretata da Miriam Mohs.
- Gundula Brachvogel, interpretata da Brigitte Mira.
- Renate Brachvogel, interpretata da Ilonka Breitmeier.
- Eddi, interpretato da Peter Borgelt.
- Madame Patard, interpretata da Susanne Wisten.
- Nicole, interpretata da Anne-Katrin Paproth.
- Philipp, interpretato da Philipp Glatzeder.
- Joelle, interpretata da Meriem Bouattoura.